# Moala (geslacht)
Moala is een kevergeslacht uit de familie van de boktorren (Cerambycidae). De wetenschappelijke naam van het geslacht werd voor het eerst geldig gepubliceerd in 1952 door Dillon & Dillon.

## Soorten
Moala omvat de volgende soorten:
- Moala crassus Dillon & Dillon, 1952
- Moala flavovittatus Dillon & Dillon, 1952